# 諾福克 (密蘇里州)
諾福克（英語：Norfolk）是位於美國密蘇里州密西西比縣的鬼鎮。

## 歷史
諾福克的郵局於1849年設立，其後於1955年停運。

## 地理
諾福克所處的海拔為高於海平面96米（即315英呎），而該地所採用的時區為UTC-6，即北美中部時區（CST）。同時該地設有夏令時間，為UTC-6調快一小時，即UTC-5（CDT）。